# Pierre de La Gontrie
Pierre Mossion de La Gontrie, plus connu sous le nom de convenance de Pierre de La Gontrie, né le 30 juillet 1902 à La Rochelle et mort le 8 mai 1971 à Chambéry, est un avocat et homme politique français. Il est notamment sénateur de la Savoie de 1948 à 1968.

## Biographie

### Famille
La famille Mossion de La Gontrie est originaire de la Saintonge et fut anoblie en 1735 par la charge de secrétaire du roi.
Fils du général Joseph Charles Xavier Gérard Mossion de La Gontrie (1873-1949) et de Suzanne Marthe Marie Louise Audry, Pierre Charles Augustin Mossion de La Gontrie épouse en 1948 Marie-Blanche Rives. Ils ont deux enfants, Pierre-Michel et Marie-Pierre.

### Carrières
Après des études de droit, Pierre de La Gontrie s'inscrit en 1930 au barreau de Chambéry. Dès 1938, il commence une carrière politique, sous la bannière du Parti radical-socialiste, en étant élu conseiller général du canton de La Motte-Servolex. 
Pendant la Seconde Guerre mondiale, il entre rapidement dans la Résistance avant de passer en Espagne, d'où il parvient ensuite à rejoindre la France libre à Alger.
Il est bâtonnier de l'Ordre des avocats de Chambéry de 1947 à 1948, puis de 1957 à 1958.
Conseiller municipal de Chambéry de 1945 à 1947, il est membre, puis président du conseil général de 1945 à 1951. Élu sénateur en novembre 1948, il est membre de la commission de l'intérieur et de la commission de la justice et de la législation civile, criminelle et commerciale puis président du groupe de la gauche démocratique de 1959 à 1968. Il est enfin maire de Saint-Bon-Tarentaise de 1959 à 1968.